# Llista de concursos de castells
Aquesta llista de concursos de castells presenta tots els concursos entre colles castelleres de la història ordenats cronològicament.
Per a una llista i rànquing de colles que han participat en els concursos de Tarragona, vegeu Llista de concursos de castells de Tarragona.

## Llista
| Núm. | Concurs                                        | Data                                    | Lloc                                                                        | Població                 | Colles              | Castells intentats  | Colla vencedora                                            | Màxim castell assolit                 |
| ---- | ---------------------------------------------- | --------------------------------------- | --------------------------------------------------------------------------- | ------------------------ | ------------------- | ------------------- | ---------------------------------------------------------- | ------------------------------------- |
| 1    | Concurs Regional de Xiquets de Valls           | 24 de setembre de 1902                  | Antiga plaça d'armes, Parc de la Ciutadella                                 | Barcelona                | 2                   | 11                  | Colla Vella dels Xiquets de Valls                          | 3 de 7 aixecat per sota               |
| 2    | I Concurs de castells de Tarragona             | 2 d'octubre de 1932                     | Plaça de braus                                                              | Tarragona                | 4                   | 23                  | Colla Vella dels Xiquets de Valls                          | 2 de 7                                |
| 3    | II Concurs de castells de Tarragona            | 24 de setembre de 1933                  | Plaça de braus                                                              | Tarragona                | 4                   | 28                  | Colla Nova dels Xiquets de Valls                           | 4 de 8                                |
| 4    | Concurs de Xiquets                             | 30 d'agost de 1935                      | Plaça de la Vila                                                            | Vilafranca del Penedès   | 3                   | 12                  | Colla Nova dels Xiquets de Valls                           | 4 de 8                                |
| 5    | Concurs de castells de Barcelona 1936          | 14 de juny de 1936                      | Poble Espanyol                                                              | Barcelona                | 3                   | 6                   | Nens del Vendrell                                          | 2 de 7                                |
| 6    | Concurs de castells de Valls 1941              | 26 d'octubre de 1941                    | Camp del Casinet                                                            | Valls                    | 3                   | 8                   | Nens del Vendrell i Colla dels Xiquets de Valls (ex aequo) | 2 de 7 carregat                       |
| 7    | Concurs de castells del Vendrell 1945          | 14 d'octubre de 1945                    |                                                                             | El Vendrell              | 3                   | 15                  | Colla dels Xiquets de Valls (unificada)                    | 4 de 8                                |
| 8    | Concurs de castells de Reus 1948               | 1 de novembre de 1948                   | Terrenys on actualment hi ha el mercat municipal                            | Reus                     | 3                   | 12                  | Muixerra de Valls                                          | 4 de 8                                |
| 9    | III Concurs de castells de Tarragona           | 28 de setembre de 1952                  | Plaça de braus                                                              | Tarragona                | 5                   | 27                  | Muixerra de Valls i Nens del Vendrell (ex aequo)           | 4 de 8                                |
| 9    | IV Concurs de castells de Tarragona            | 22 d'agost de 1954                      | Plaça de braus                                                              | Tarragona                | 5                   | 21                  | Colla Vella dels Xiquets de Valls                          | 3 de 8 carregat                       |
| 10   | V Concurs de castells de Tarragona             | 12 d'agost de 1956                      | Plaça de braus                                                              | Tarragona                | 5                   | 19                  | Colla Vella dels Xiquets de Valls                          | 3 de 8 carregat                       |
| 11   | Concurs de castells de Vilafranca 1962         | 30 d'agost de 1962                      | Plaça de la Vila                                                            | Vilafranca del Penedès   | 2                   | ?                   | Colla Vella dels Xiquets de Valls                          | 4 de 8                                |
| 12   | I Gran Trofeu Jorba-Preciados                  | 27 de setembre de 1964                  | Avinguda del Portal de l'Àngel                                              | Barcelona                | 7                   | 25                  | Colla Vella dels Xiquets de Valls                          | 2 de 7                                |
| 13   | II Gran Trofeu Jorba-Preciados                 | 26 de setembre de 1965                  | Avinguda del Portal de l'Àngel                                              | Barcelona                | 6                   | 24                  | Colla Vella dels Xiquets de Valls                          | 2 de 7                                |
| 14   | III Gran Trofeu Jorba-Preciados                | 25 de setembre de 1966                  | Avinguda del Portal de l'Àngel                                              | Barcelona                | 6                   | 23                  | Colla Vella dels Xiquets de Valls                          | 3 de 8 carregat                       |
| 15   | I Trofeu Anxaneta de Plata                     | 30 d'agost de 1968                      | Plaça de la Vila                                                            | Vilafranca del Penedès   | 3                   | 12                  | Nens del Vendrell                                          | 4 de 8 carregat                       |
| 16   | II Trofeu Anxaneta de Plata                    | 30 d'agost de 1969                      | Plaça de la Vila                                                            | Vilafranca del Penedès   | 3                   | 11                  | Nens del Vendrell                                          | Pilar de 6 carregat                   |
| 17   | III Trofeu Anxaneta de Plata                   | 30 d'agost de 1970                      | Plaça de la Vila                                                            | Vilafranca del Penedès   | 4                   | 17                  | Nens del Vendrell                                          | Pilar de 7 amb folre carregat         |
| 18   | VI Concurs de castells de Tarragona            | 27 de setembre de 1970                  | Plaça de braus                                                              | Tarragona                | 6                   | 21                  | Nens del Vendrell                                          | Pilar de 7 amb folre carregat         |
| 19   | IV Trofeu Anxaneta de Plata                    | 30 d'agost de 1971                      | Plaça de la Vila                                                            | Vilafranca del Penedès   | 5                   | 20                  | Nens del Vendrell                                          | Pilar de 6 carregat                   |
| 20   | VII Concurs de castells de Tarragona           | 1 d'octubre de 1972                     | Plaça de braus                                                              | Tarragona                | 8                   | 42                  | Castellers de Vilafranca                                   | Pilar de 6 i 3 de 8 carregat          |
| 21   | Concurs de castells de Mobles Quer             | 21 d'octubre de 1973                    | Camp de futbol                                                              | Vilafranca del Penedès   | 9                   | 43                  | Colla Vella dels Xiquets de Valls                          | 2 de 8 amb folre carregat             |
| 22   | VIII Concurs de castells de Tarragona          | 28 de setembre de 1980                  | Plaça de braus                                                              | Tarragona                | 16                  | 77                  | Colla Joves Xiquets de Valls                               | 5 de 8 carregat                       |
| 23   | IX Concurs de castells de Tarragona            | 3 d'octubre de 1982                     | Plaça de braus                                                              | Tarragona                | 20                  | 112                 | Colla Vella dels Xiquets de Valls                          | 4 de 9 amb folre carregat             |
| 24   | X Concurs de castells de Tarragona             | 30 de setembre de 1984                  | Plaça de braus                                                              | Tarragona                | 17                  | 69                  | Colla Vella dels Xiquets de Valls                          | 4 de 9 amb folre carregat             |
| 25   | XI Concurs de castells de Tarragona            | 28 de setembre de 1986                  | Plaça de braus                                                              | Tarragona                | 14                  | 67                  | Colla Vella dels Xiquets de Valls                          | 3 de 9 amb folre carregat             |
| 26   | XII Concurs de castells de Tarragona           | 2 d'octubre de 1988                     | Plaça de braus                                                              | Tarragona                | 18                  | 78                  | Colla Joves Xiquets de Valls                               | 3 de 9 amb folre carregat             |
| 27   | XIII Concurs de castells de Tarragona          | 7 d'octubre de 1990                     | Plaça de braus                                                              | Tarragona                | 12                  | 53                  | Colla Joves Xiquets de Valls                               | 3 de 9 amb folre                      |
| 28   | XIV Concurs de castells de Tarragona           | 4 d'octubre de 1992                     | Plaça de braus                                                              | Tarragona                | 20                  | 88                  | Colla Joves Xiquets de Valls                               | 3 de 9 amb folre                      |
| 29   | XV Concurs de castells de Tarragona            | 2 d'octubre de 1994                     | Plaça de braus                                                              | Tarragona                | 23                  | 93                  | Colla Vella dels Xiquets de Valls                          | 3 de 9 amb folre                      |
| 29   | XVI Concurs de castells de Tarragona           | 6 d'octubre de 1996                     | Plaça de braus                                                              | Tarragona                | 18                  | 80                  | Castellers de Vilafranca                                   | 2 de 9 amb folre i manilles           |
| 31   | I Concurs de castells Vila de Torredembarra    | 5 d'octubre de 1997                     | Plaça del Castell                                                           | Torredembarra            |                     |                     | Colla Nova del Vendrell                                    | 5 de 7                                |
| 32   | XVII Concurs de castells de Tarragona          | 4 d'octubre de 1998                     | Plaça de braus                                                              | Tarragona                | 18                  | 74                  | Castellers de Vilafranca                                   | 4 de 9 amb folre i l'agulla           |
| 33   | II Concurs de castells Vila de Torredembarra   | 3 d'octubre de 1999                     | Plaça del Castell                                                           | Torredembarra            |                     |                     | Castellers de Lleida                                       | 2 de 7                                |
| 34   | XVIII Concurs de castells de Tarragona         | 8 d'octubre de 2000                     | Plaça de braus                                                              | Tarragona                | 18                  | 76                  | Colla Vella dels Xiquets de Valls                          | 3 de 10 amb folre i manilles carregat |
| 35   | III Concurs de castells Vila de Torredembarra  | 14 d'octubre de 2001                    | Plaça del Castell                                                           | Torredembarra            | 12                  |                     | Castellers de Lleida                                       | 2 de 7 carregat                       |
| 36   | XIX Concurs de castells de Tarragona           | 6 d'octubre de 2002                     | Plaça de braus                                                              | Tarragona                | 18                  | 77                  | Castellers de Vilafranca                                   | 3 de 10 amb folre i manilles carregat |
| 37   | IV Concurs de castells Vila de Torredembarra   | 5 d'octubre de 2003                     | Plaça del Castell                                                           | Torredembarra            | Suspès per la pluja | Suspès per la pluja | Suspès per la pluja                                        | Suspès per la pluja                   |
| 38   | XX Concurs de castells de Tarragona            | 3 d'octubre de 2004                     | Plaça de braus                                                              | Tarragona                | 18                  | 67                  | Castellers de Vilafranca                                   | 2 de 8 sense folre carregat           |
| 39   | V Concurs de castells Vila de Torredembarra    | 16 d'octubre de 2005                    | Plaça del Castell                                                           | Torredembarra            | 9                   |                     | Minyons de l'Arboç                                         | 4 de 7 amb l'agulla                   |
| 40   | XXI Concurs de castells de Tarragona           | 1 d'octubre de 2006                     | Plaça de braus                                                              | Tarragona                | 18                  | 68                  | Castellers de Vilafranca                                   | 2 de 8 sense folre carregat           |
| 41   | VI Concurs de castells Vila de Torredembarra   | 7 d'octubre de 2007                     | Plaça del Castell                                                           | Torredembarra            | 11                  |                     | Minyons de l'Arboç                                         | 5 de 7                                |
| 42   | XXII Concurs de castells de Tarragona          | 5 d'octubre de 2008                     | Plaça de braus                                                              | Tarragona                | 18                  | 73                  | Castellers de Vilafranca                                   | 2 de 8 sense folre carregat           |
| 43   | VII Concurs de castells Vila de Torredembarra  | 4 d'octubre de 2009                     | Plaça del Castell                                                           | Torredembarra            | 12                  |                     | Minyons de l'Arboç i Castellers de Badalona (ex aequo)     | 2 de 7 carregat                       |
| 44   | XXIII Concurs de castells de Tarragona         | 3 d'octubre de 2010                     | Tarraco Arena Plaça                                                         | Tarragona                | 14                  | 53                  | Castellers de Vilafranca                                   | 4 de 9 amb folre i l'agulla           |
| 45   | VIII Concurs de castells Vila de Torredembarra | 2 d'octubre de 2011                     | Plaça del Castell                                                           | Torredembarra            | 13                  | 40                  | Castellers d'Esplugues                                     | 2 de 7 carregat                       |
| 46   | XXIV Concurs de castells de Tarragona          | 6 i 7 d'octubre de 2012                 | Tarraco Arena Plaça                                                         | Tarragona                | 32                  | 118                 | Castellers de Vilafranca                                   | 2 de 8 sense folre                    |
| 47   | IX Concurs de castells Vila de Torredembarra   | 6 d'octubre de 2013                     | Plaça del Castell                                                           | Torredembarra            | 12                  | 45                  | Castellers del Poble Sec                                   | 2 de 7                                |
| 48   | XXV Concurs de castells de Tarragona           | 28 de setembre, 4 i 5 d'octubre de 2014 | Plaça del Castell de Torredembarra/ Tarraco Arena Plaça de Tarragona        | Torredembarra/ Tarragona | 41                  | 132                 | Castellers de Vilafranca                                   | 3 de 10 amb folre i manilles carregat |
| 49   | XXVI Concurs de castells de Tarragona          | 25 de setembre, 1 i 2 d'octubre de 2016 | Plaça del Castell de Torredembarra/ Tarraco Arena Plaça de Tarragona        | Torredembarra/ Tarragona | 45                  | 161                 | Castellers de Vilafranca                                   | 4 de 10 amb folre i manilles          |
| 50   | XXVII Concurs de castells de Tarragona         | 30 de setembre, 6 i 7 d'octubre de 2018 | Plaça del Castell de Torredembarra/ Tarraco Arena Plaça de Tarragona        | Torredembarra/ Tarragona | 42                  | 159                 | Colla Vella dels Xiquets de Valls                          | 2 de 8 sense folre                    |
| 51   | XXVIII Concurs de castells de Tarragona        | 25 de setembre, 1 i 2 d'octubre de 2022 | Poliesportiu Sant Jordi de Torredembarra / Tarraco Arena Plaça de Tarragona | Torredembarra/Tarragona  | 41                  | 146                 | Castellers de Vilafranca                                   | 3 de 10 amb folre i manilles          |
| 52   | XXIX Concurs de castells de Tarragona          | 29 de setembre, 5 i 6 d'octubre de 2024 | Plaça del Castell de Torredembarra / Tarraco Arena Plaça de Tarragona       | Torredembarra/Tarragona  | 42                  | 162                 | Castellers de Vilafranca                                   | 9 de 9 amb folre carregat             |